# Bussière-Galant
Bussière-Galant is een gemeente in het Franse departement Haute-Vienne (regio Nouvelle-Aquitaine) en telt 1386 inwoners (1999). De plaats maakt deel uit van het arrondissement Limoges.

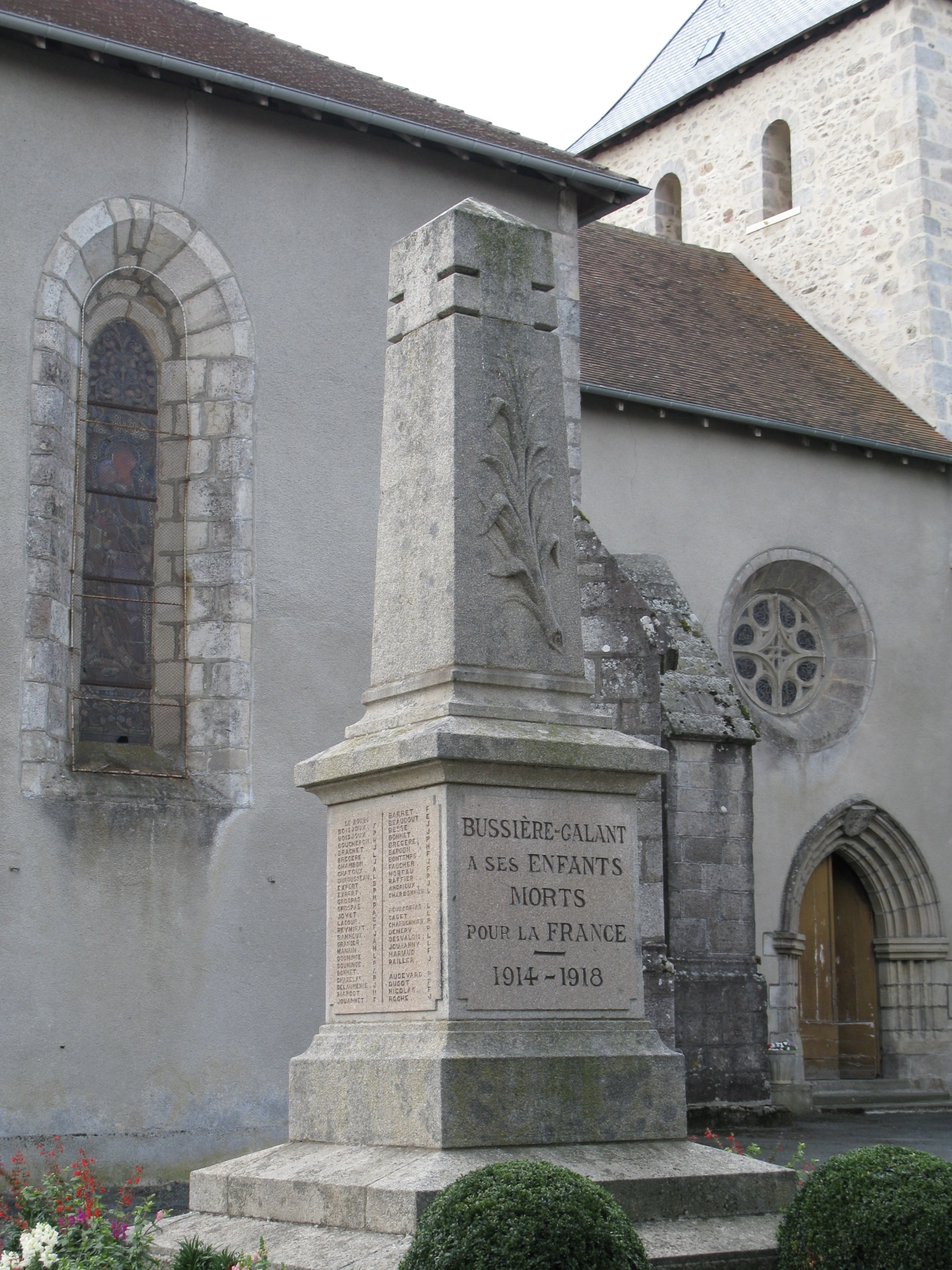
Monument voor de gevallenen in de Eerste Wereldoorlog

## Geografie
De oppervlakte van Bussière-Galant bedraagt 53,2 km², de bevolkingsdichtheid is 26,1 inwoners per km².
De onderstaande kaart toont de ligging van Bussière-Galant met de belangrijkste infrastructuur en aangrenzende gemeenten.

## Demografie
Onderstaande figuur toont het verloop van het inwonertal (bron: INSEE-tellingen).